# フェリシアン・ミルバッハ
フェリシアン・ミルバッハ (独：Felician Myrbach、1853年2月19日 - 1940年1月14日) はウクライナ出身のオーストリアの軍人、画家、グラフィックデザイナー、リトグラフ作家、イラストレーター。
彼はウィーン分離派の創設メンバーであり、ウィーンの応用美術学校（現在のウィーン応用美術大学）の校長を務めた。フランスやドイツ、スペインなどで活動し、1919年に爵位を得て Freiherr von Rheinfeld（フライヘル・フォン・ラインフェルド:ラインフェルト男爵）と名乗った。

## 経歴
フェリシアン・ミルバッハは1853年にウクライナのテルノーピリ州ザリシュチキーで生まれた。父親のフランツ・ミルバッハ（Franz Myrbach、1818-82年）はウクライナのブコヴィナ州知事（1865-70年）で、兄のフランツ・クサーヴァー・ミルバッハ（Franz Xaver Myrbach、1850–1919) はインスブルック大学の教授を務めていた。ミルバッハは1868年から71年までテレジアヌム陸軍士官学校で学び、ロイトナント（中尉）として卒業し、ウィーン美術アカデミーでアウグスト・アイゼンメンガーに師事した。
1875年、彼は第19次フェルシーゲル大隊に入り、1877年に軍事地理学研究所に入所し中佐となる。1878年にはオーストリアの支配下にあったボスニア・ヘルツェゴビナに滞在した後、ウィーンの歩兵士官学校で絵画を教えた。彼はC・R・ヒューバーの下で絵画の研究をし、1881年には軍事休暇を取ってパリへ行き、1884年に2級将校として軍から退役した。1889年にはパリ万国博覧会に出展。彼は1897年までパリに留まり、イラストレーターとしてアルフォンス・ドーデ、ヴィクトル・ユーゴー、ジュール・ヴェルヌ、クレール・ジュリー・ド・ナントゥイユなどの小説に寄稿した。
彼は1897年にウィーン分離派の創設メンバーとなった。同年、ウィーン美術産業博物館応用美術学校の教授となり、1899年には同校の校長となり、1905年までその任にあたった。もう一人のモダニスト、アーサー・フォン・スカラは博物館の館長となった。ミルバッハは熱心なモダニストとして、アート、デザイン、プロダクションの統合を奨励した。彼はウィーン分離派のメンバーからコロマン・モーザーとヨーゼフ・ホフマンをスタッフに加えた。 これは1903年に設立されるウィーン工房の母体となる。ミルバッハはフォン・スカラよりも美的アプローチに傾斜していたが、二人は協力して応用芸術のビジョンの確立に尽力した。ミルバッハは、同校で1899年にアルフレート・ロラーの支援を受けて始められて1901年に完成した、理想的なモダニズムの改革者であった。学校の改革を彼は永続的なメリットと呼んだ。
ミルバッハの生徒にはアルフレッド・ゲルステンブランド、Hans Strohoffer、Wilhelm Schmidt、Walter Dittrich、Karl Thiemann、Walther Klemm、Stephanie Glax、ゾフィー・コーナーなどがいた。また、科目には日本の伊勢形紙のようなオリエンタリズム的なものも含まれていた。彼はウィーンにおけるリトグラフのパイオニアであり、Hermine Ostersetz にも教えている。
ミルバッハは1899年に分離派の独立委員に選出された。1902年のベートーヴェン展にはモザイクを出展し、1903年に分離派のリーダーとなった。彼はグスタフ・クリムトに近しい存在であり、1905年に分離派を脱退したクリムト派の一員だった。ルードヴィヒ・ヘヴェシはミルバッハを「おそらくウィーン最高のリトグラフ作家」と呼び、機関誌「ヴェル・サクルム」の制作にも関わった。
ミルバッハは1904年にウィーン応用美術学校の代表者として国費でアメリカを訪れ、セントルイス万国博覧会に出展した。しかし、自身の健康の悪化を理由として、滞在先のカリフォルニアから学校に辞表を提出した。彼は1905年に海外に移り、まずパリに戻り、アシェット・リーブルにイラストを提供し、1914年からはスペインのバルセロナに住み、ビルバオにも滞在し、1936年にオーストリアに戻った。フェリシアン・ミルバッハは1940年1月14日にオーストリアのクラーゲンフルトにて死去した。
ミルバッハは農民、馬、森などの牧歌的な風景だけでなく、軍務のさまざまな場面のイラストを作成し、オリエンタリズムを題材とする作品も残した。彼は油彩、水彩、テンペラも手がけ、1898年までアルグラフィー（algraphy、塩化アルミニウムを含浸させた紙を用いた初期の写真技術）も使用した。

## 主な出展記録
- Gallery of Modern Artists, Paris, 1885.[20]
- 1889 World's Fair, Paris.[21]
- Artaria & Co salon, Vienna, 1895.[22]
- 4th Exhibition of the Vienna Secession, 1899, showing Hurrah.[23]
- 10th Exhibition of the Vienna Secession, 1901, showing Farmhouse.[24]
- 13th Exhibition of the Vienna Secession, 1902, showing Pinetrees.[25]
- Düsseldorf, 1902, showing decorative mosaics.[26]
- 42nd Exhibition of the Royal Watercolour Society, Belgium.[27]
- 20th Exhibition of the Vienna Secession, 1904, showing Adam and Eve.[28]

## 作品

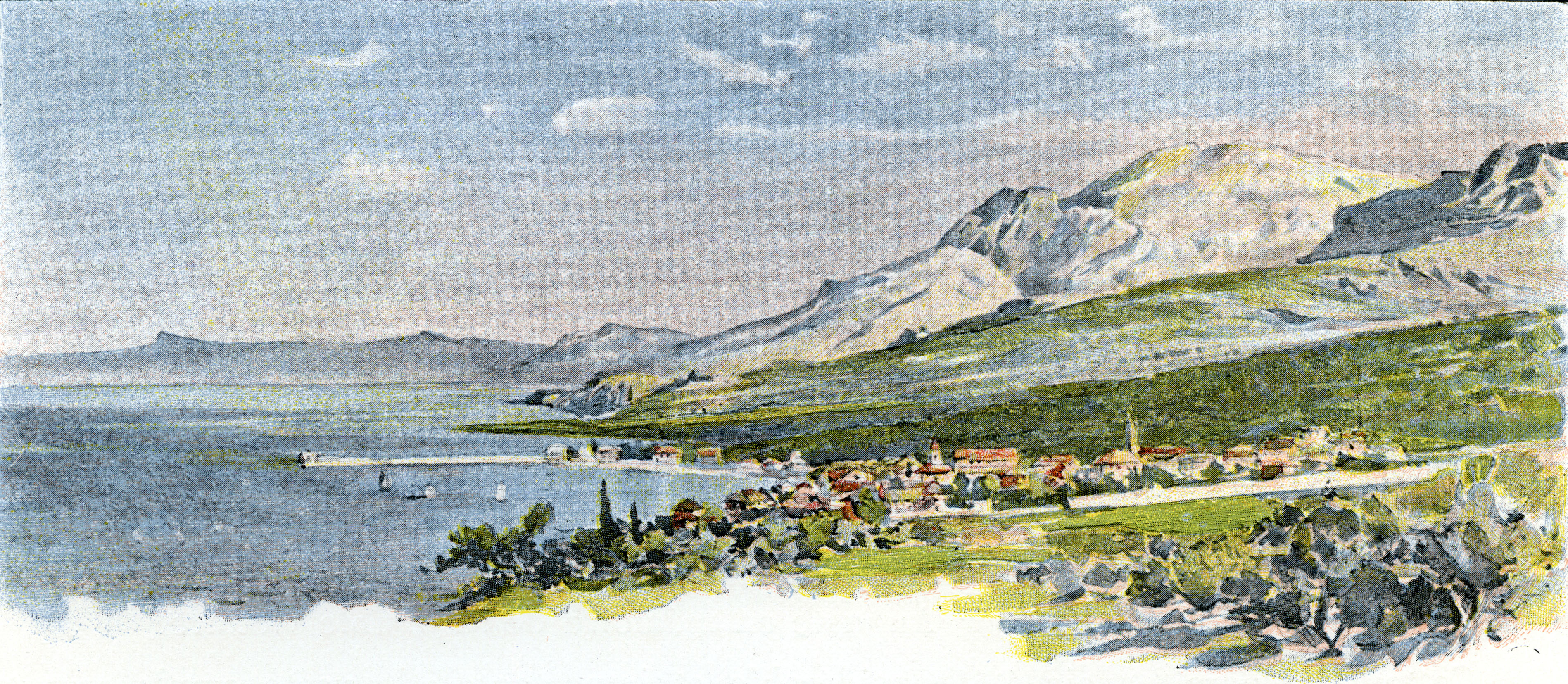
ニコポル湾
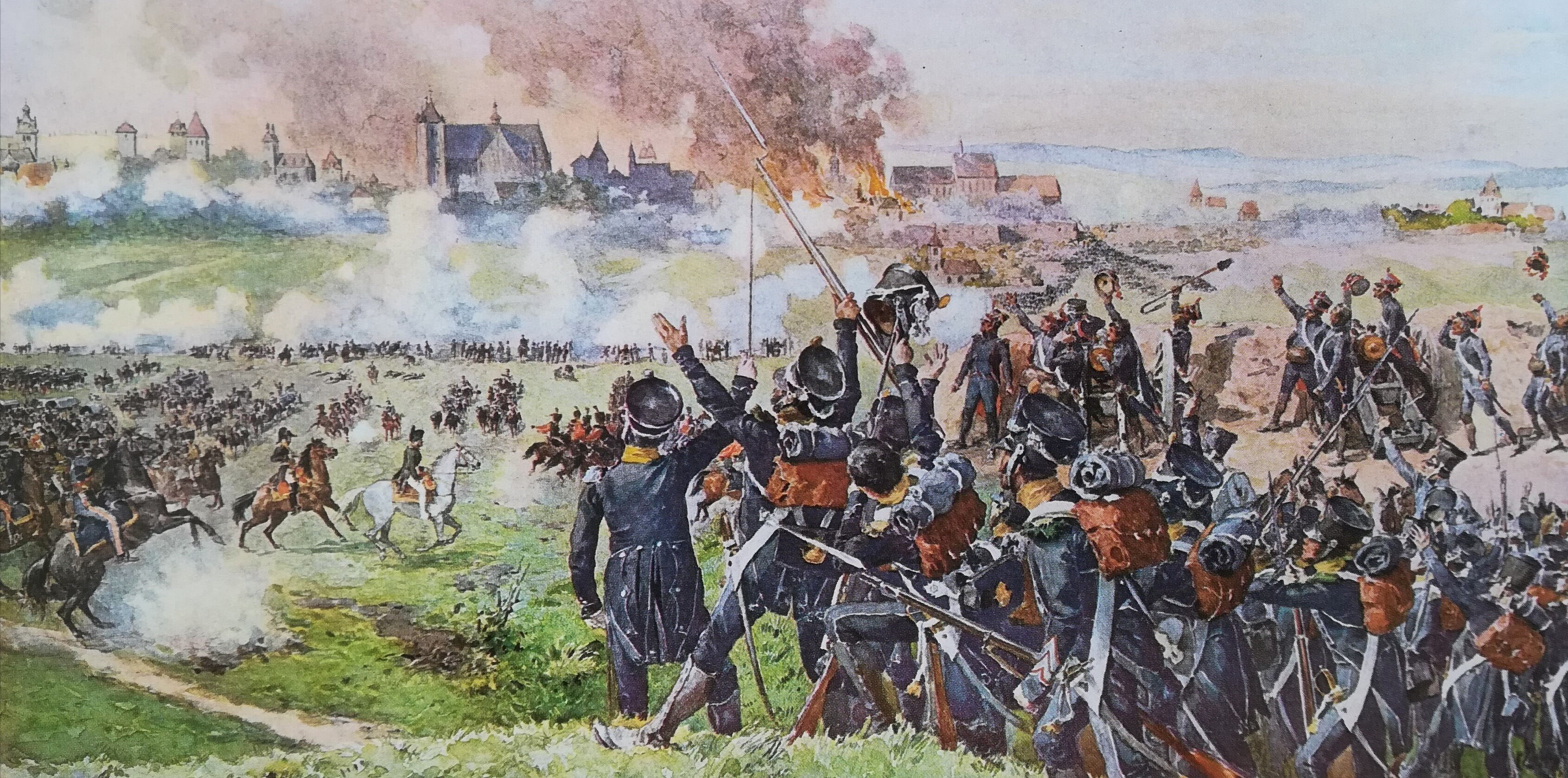
レーゲンスブルクでのナポレオンのパレード
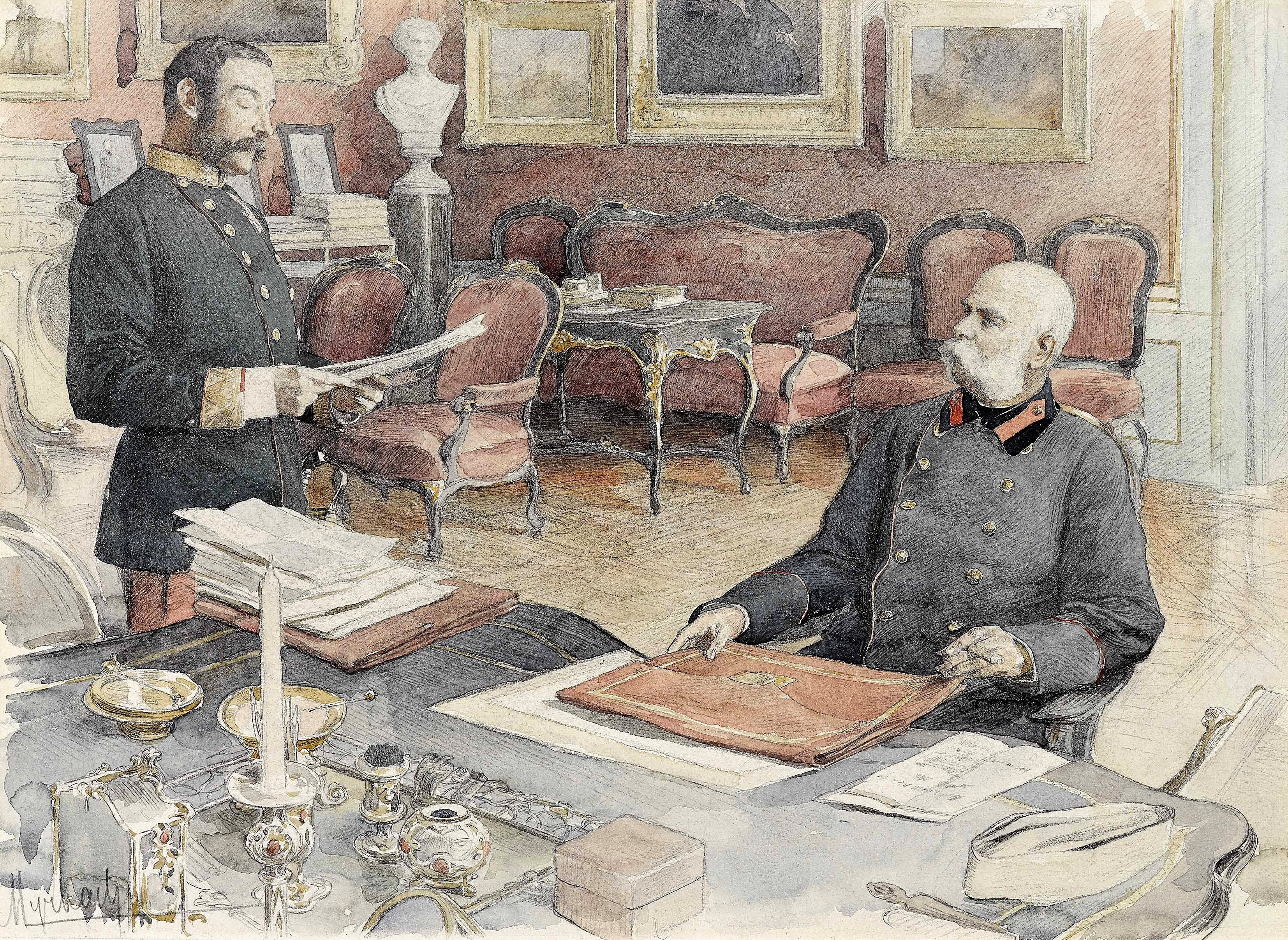
ウィーンのフランツ・ヨーゼフ1世
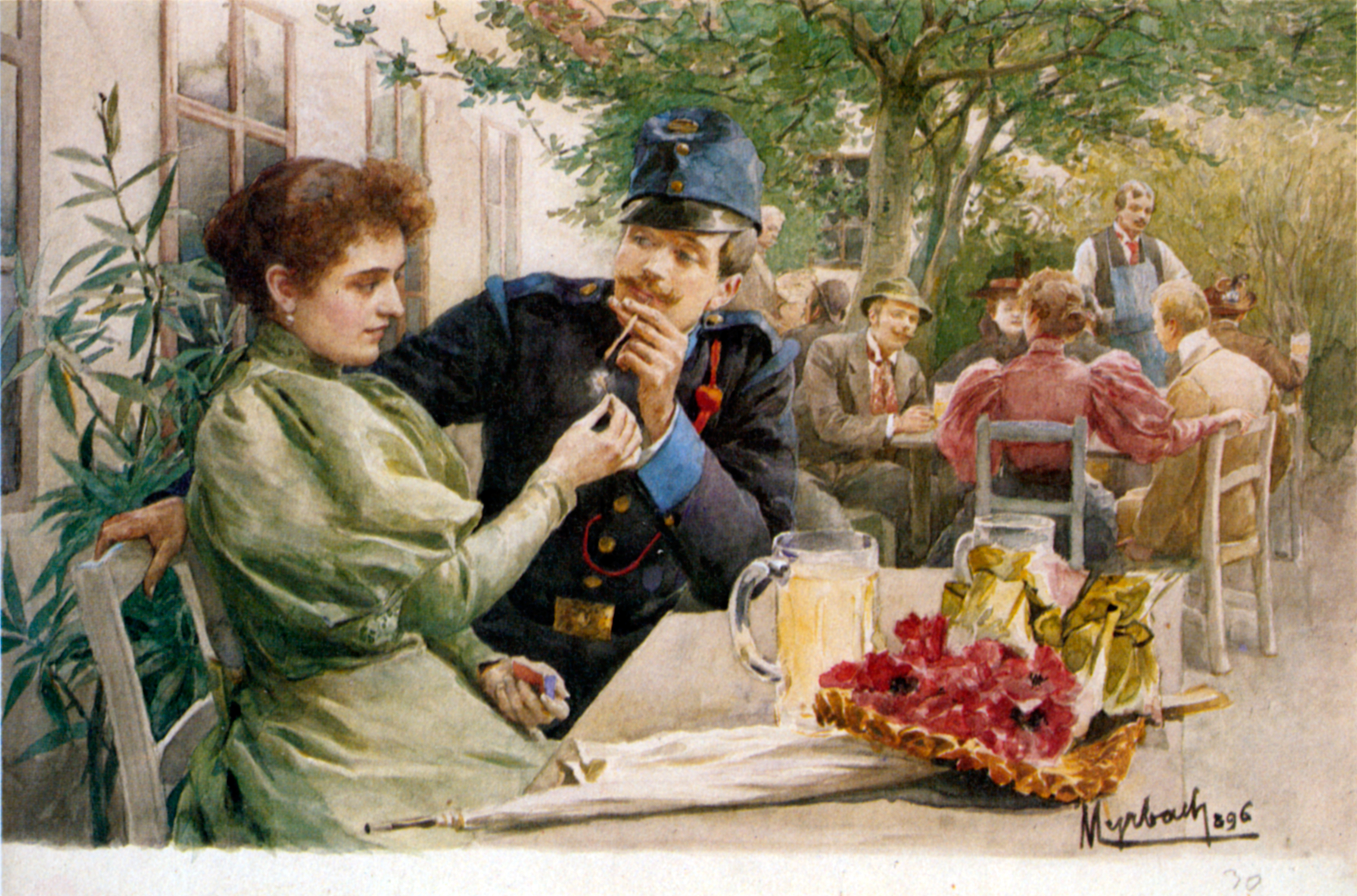
居酒屋の庭にて

ナントゥイユ「神秘的な難破船」挿絵
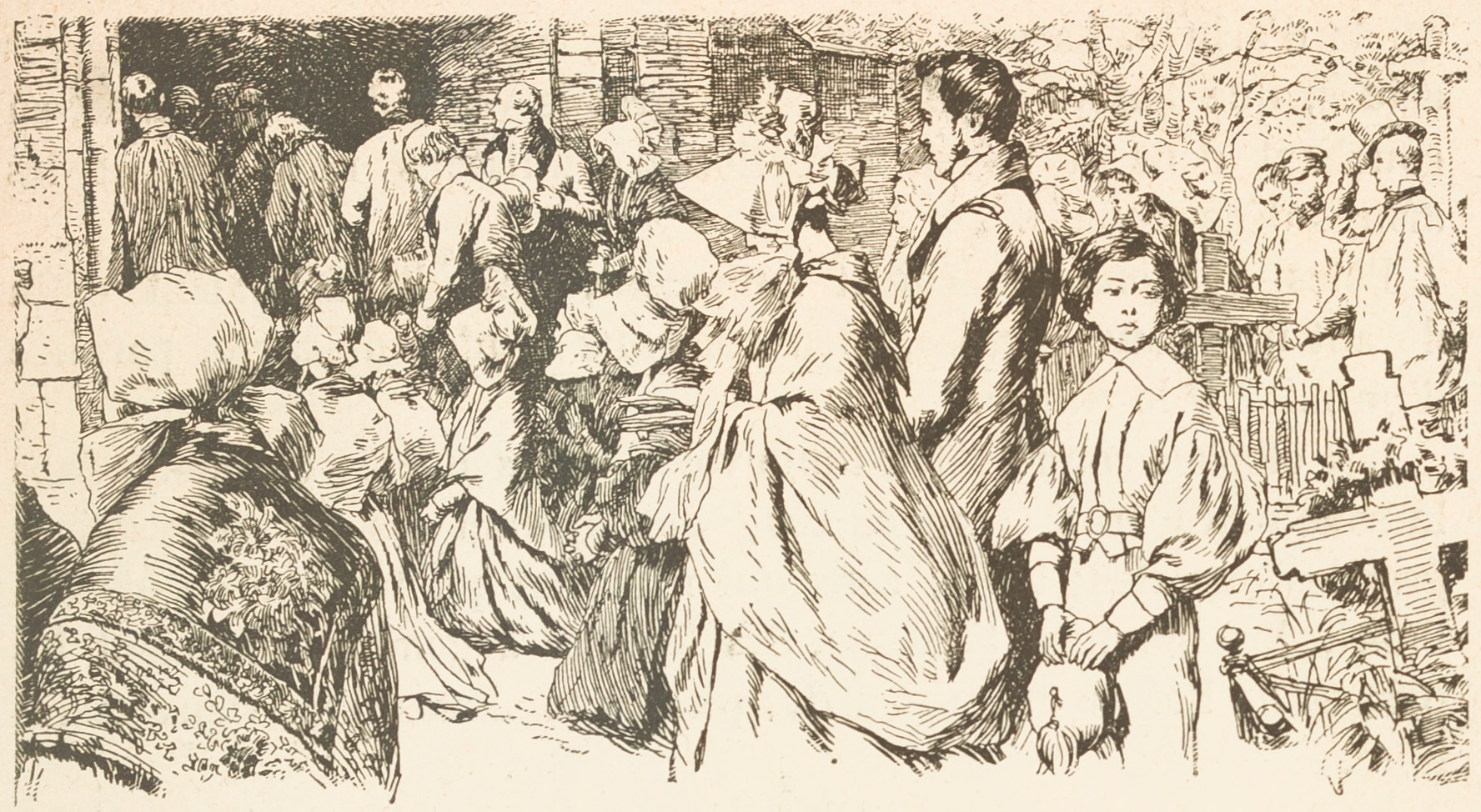
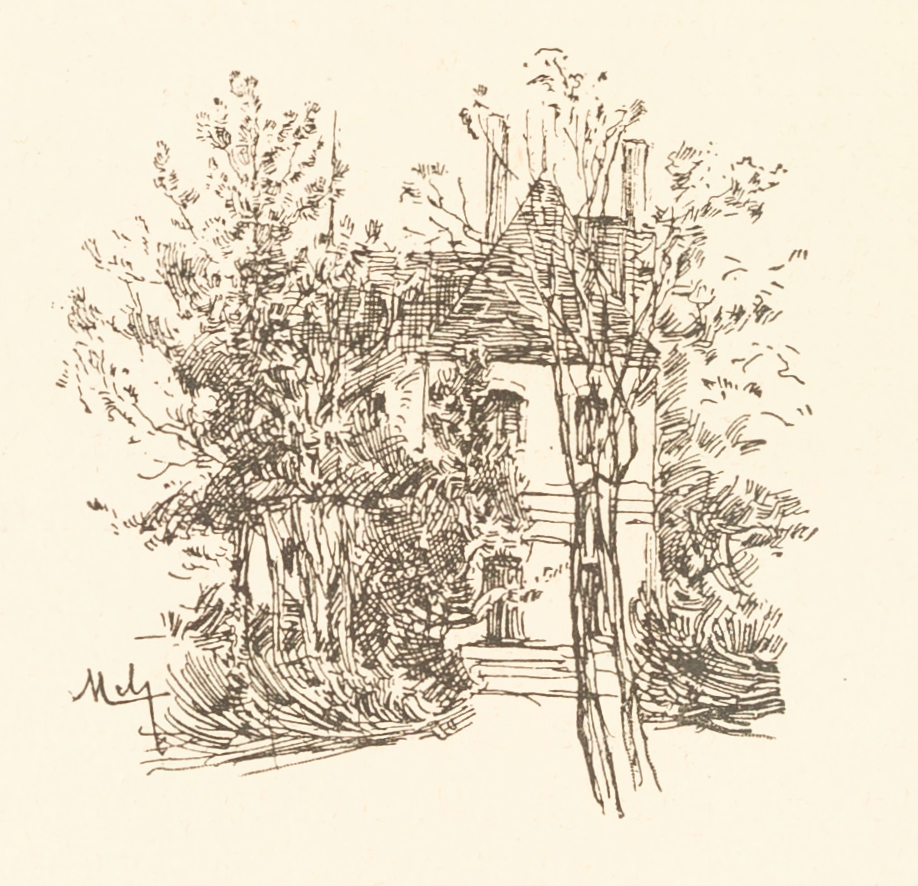
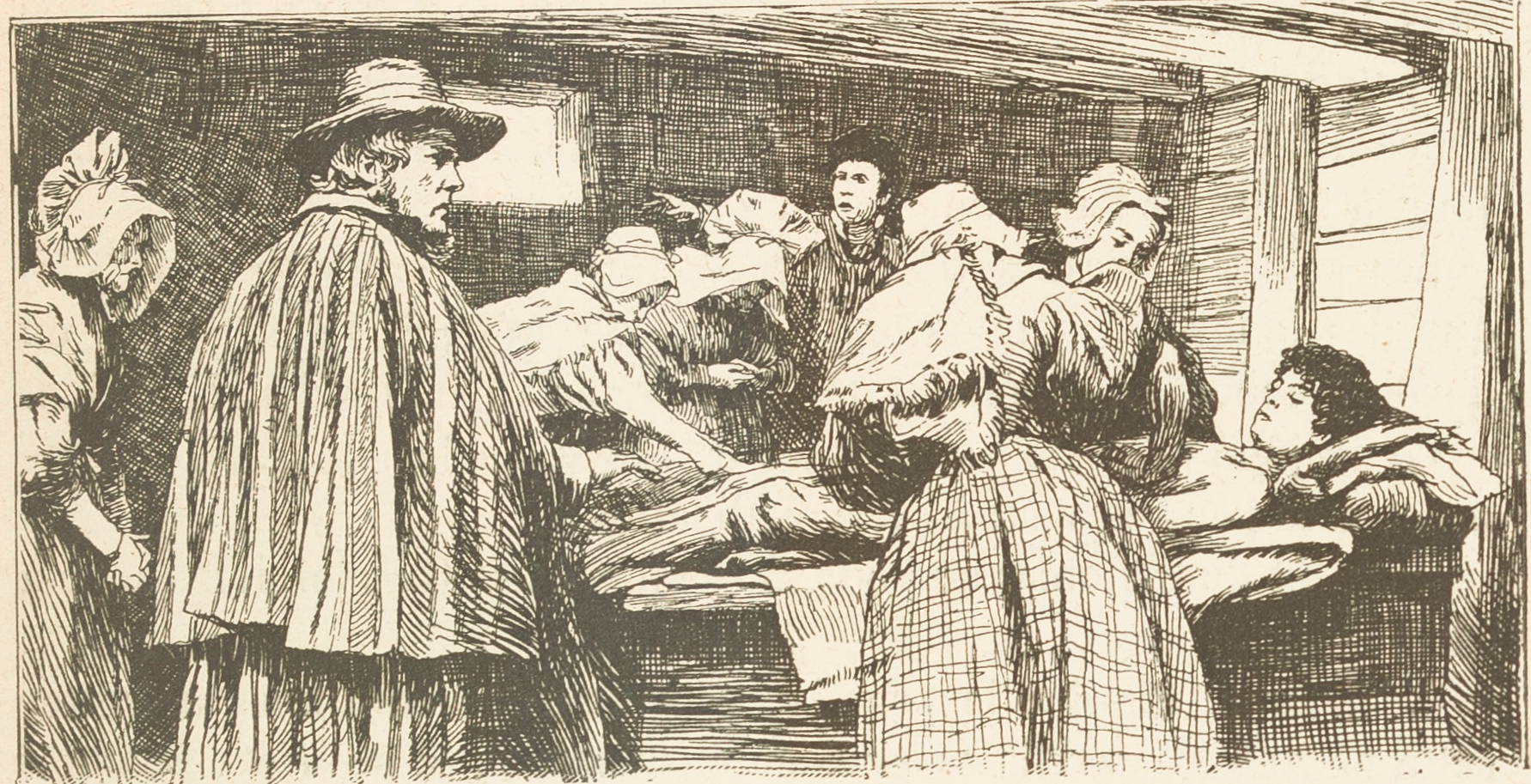
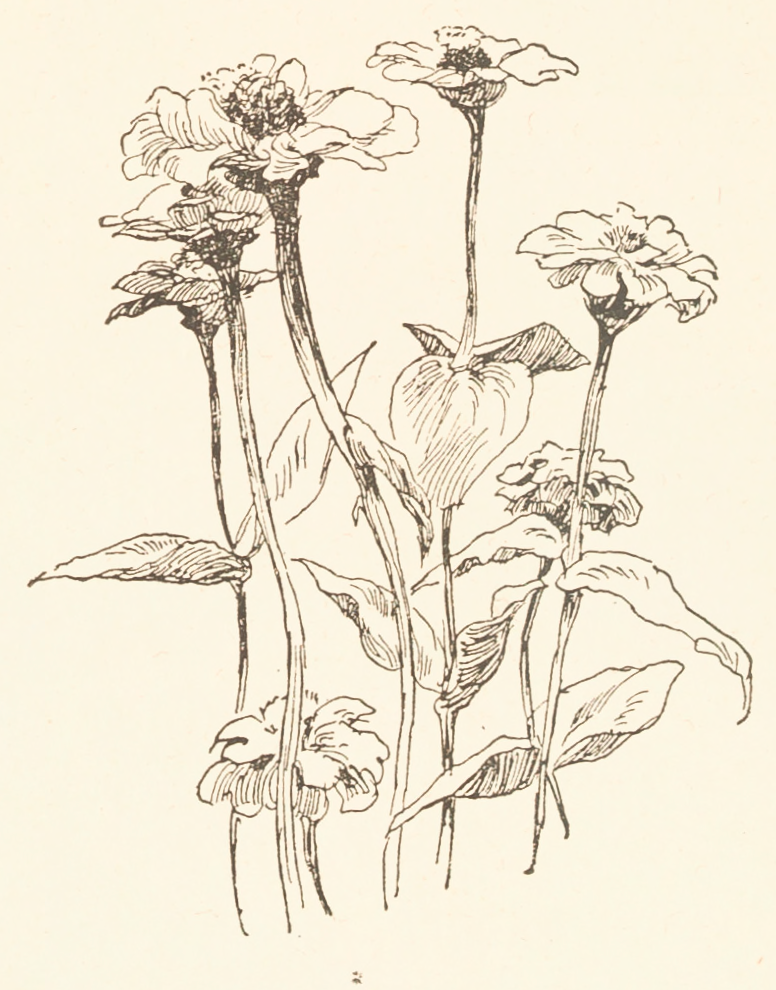
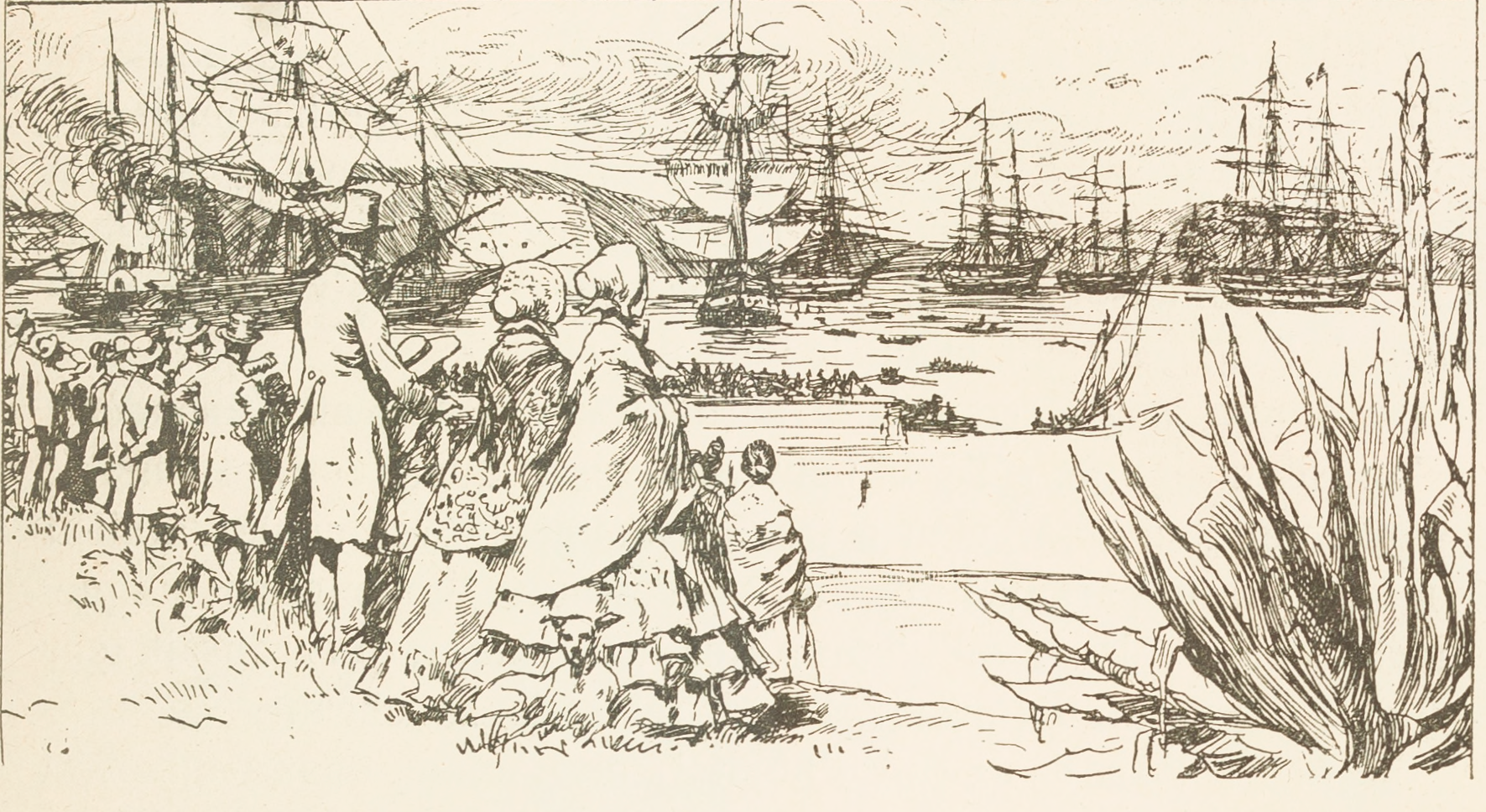